# Csapi
Csapi település Zala vármegye Nagykanizsai járásához tartozik. Csapi a Zalai-dombságban, a Zalaapáti-hát területén fekszik.

## Fekvése
Zala vármegye déli részén, Nagykanizsától északkeletre fekszik; önkormányzata Nagyrécse községben működik.
A település közúton Galambok és Zalasárszeg felől érhető el egy-egy három, illetve négy kilométeres bekötőúton a 7-es főút felől. Belterületén csak egy öt számjegyű mellékút, a 75 127-es út halad végig, amely a Zalakomár-Galambok-Nagykanizsa közti 7511-es útból ágazik ki Zalasárszeg területén, és a falut elhagyva még tovább húzódik északnak, Zalaújlakig.
Autóbuszok sűrűn érintik a települést, és kötik össze Nagykanizsával, Zalakomárral és Zalakarossal.

## Története
A település első említése 1302-ből való Chopiként. A Kanizsát 1600-ban elfoglaló törökök teljesen elpusztították a települést, amely csak a 18. században éledt újjá.
A 19. század végén gróf Niczky Malvin trencsényi birtokos vadászkastélyt épített Csapin, illetve nevéhez köthető a szőlőművelés meghonosítása is.
Iskolája 1972-ben épült, a vezetékes ivóvizet, telefont és gázt pedig az 1990-es években vezették be.
A csatornát 2010-ben vezették be.
2018 óta korszerű, üvegszálas interneteléréssel bővültek a fejlesztések.

## Közélete

### Polgármesterei
- 1990–1994: Dr. Tóth László (független)[3]
- 1994–1998: Dr. Tóth László (független)[4]
- 1998–2002: Dr. Tóth László (független)[5]
- 2002–2006: Dr. Tóth László (független)[6]
- 2006–2010: Dr. Tóth László (független)[7]
- 2010–2014: Dr. Tóth László (független)[8]
- 2014–2019: Dr. Tóth László (független)[9]
- 2019–2024: Dr. Tóth László (független)[10]
- 2024– : Dr. Tóth László (független)[1]

## Népesség
A település népességének változása:
| Lakosok száma | 169  | 162  | 159  | 269  | 179  | 191  | 164  |
|               | 2013 | 2014 | 2015 | 2021 | 2022 | 2023 | 2024 |

A 2011-es népszámlálás idején a nemzetiségi megoszlás a következő volt: magyar 84,5%, cigány 12,3%, német 2,47%.
2022-ben a lakosság 80,4%-a vallotta magát magyarnak, 8,4% németnek, 3,4% cigánynak, 0,6-0,6% ukránnak, szerbnek és románnak, 2,2% egyéb, nem hazai nemzetiségűnek (11,7% nem nyilatkozott; a kettős identitások miatt a végösszeg nagyobb lehet 100%-nál). Vallásuk szerint 52% volt római katolikus, 1,1% evangélikus, 1,1% ortodox, 0,6% református, 0,6% egyéb keresztény, 0,6% egyéb katolikus, 11,2% felekezeten kívüli (33% nem válaszolt).